# Abraeomorphus novaeguineae
Abraeomorphus novaeguineae är en skalbaggsart som beskrevs av Thérond 1965. Abraeomorphus novaeguineae ingår i släktet Abraeomorphus och familjen stumpbaggar. Inga underarter finns listade i Catalogue of Life.